# Пушкинское (Краснодарский край)
Пушкинское (бывш. хутор Левандовский) — село в Гулькевичском районе Краснодарского края России. Административный центр Пушкинского сельского поселения.

## Варианты названия
- Левандовский,
- Пушкин,
- Пушкино,
- Пушкинский,
- Пушкинский (Левандовский)[2].

## Население
| 2002 | 2010  |
| ---- | ----- |
| 1905 | ↗1917 |

## Улицы
- пер. Мирный,
- пер. Октябрьский,
- пер. Садовый,
- ул. Заречная,
- ул. Кооперативная,
- ул. Мира,
- ул. Молодёжная,
- ул. Ракутина,
- ул. Советская,
- ул. Солнечная,
- ул. Энтузиастов,
- ул. Южная.